# مشروع بلحاف
مشروع بلحاف، هو مشروع لإنتاج الغاز المسال في مدينة بلحاف، اليمن. تشرف عليه الشركة اليمنية للغاز الطبيعي المسال. بدأ الإنتاج في 2009. وتقدر الطاقة الإنتاجية للمشروع 6.7 مليون طن، وبإيرادات تقارب أربعة مليارات دولار سنوياً.
وقد تعطل تصدير الغاز منذ 2015 مع إندلاع الحرب الأهلية ومن ثم تحويل مقر المشروع لثكنة عسكرية إماراتية، وتحاول الحكومة استئناف تصدير الغاز«لكن محاولاتها باءت بالفشل، بسبب فرض الإمارات المشاركة في التدخل العسكري في اليمن قوات موالية لها في المنطقة، تسببت في اضطراب الوضع الأمني في محيط محطة بلحاف للتصدير، وأعاقت عودة الشركات الأجنبية المشغلة للمشروع».

## التاريخ
بدأ استخراج النفط والغاز لأول مرة في اليمن عام 1986م، وظل متوسط إنتاج اليمن من النفط في حدود 320 ألف برميل يومياً خلال العام 2008م. ومن المرجح أن يستمر اعتماد البلاد على مواردها الطبيعية بهدف توفير احتياجات ومتطلبات شعب يزيد تعداده السكاني عن 22 مليون نسمة. بدخول مشروع الشركة اليمنية للغاز الطبيعي المسال حيز الوجود بميزانية تبلغ حوالي 4 مليارات دولار، تصبح الشركة بذلك المشروع الاستثماري الصناعي الأكبر على الإطلاق في الجمهورية اليمنية. ولذا، فقد سجّل تدشين الشركة اليمنية للغاز الطبيعي المسال في أغسطس 2005م دخول الحكومة اليمنية والشركاء المساهمين فيها مرحلةً جديدةً وهامةً من التعاون. حيث يتمتع اليمن بموقعٍ جغرافيٍ مميز يتيح المجال للوصول بسهولة وبيسر إلى كافة الأسواق العالمية للغاز الطبيعي المسال في حوض المحيط الهادئ في آسيا وكذا الأسواق الممتدة على طرفي المحيط الأطلنطي في كلٍ من أوروبا وأمريكا. كما أن كمية احتياطي الغاز الطبيعي المؤكدة كافية لإنتاج وتصدير 6.7 مليون طن متري من الغاز الطبيعي المسال سنوياً ولمدة عشرين سنة على الأقل لعملاء الشركة المشترين للغاز على المدى البعيد في كلٍ من الأسواق الرئيسية في أمريكا الشمالية وكوريا الجنوبية وأسواق مستقبلية أخرى.
ضم كمية احتياطي الغاز المؤكدة علمياً في محافظة مأرب والمخصصّة للمشروع 9.15 تريليون قدم مكعب، يخصصّ منها حوالي واحد تريليون قدم مكعب لتلبية احتياجات السوق المحلية. كما يوجد احتياطي محتمل آخر يقدّر بنحو 0.7 تريليون قدم مكعب من الغاز الطبيعي المسال. حيث سيتم نقل الغاز المخصصّ للاستهلاك المحلي عبر خط أنابيب فرعي إلى مدينة معبر الواقعة بمحافظة ذمار ذات التضاريس الجبلية.
يزيد حجم المشروع عن أربعين ضعفاً بالمقارنة مع متوسط حجم الاستثمارات الكبرى في اليمن. لذا فإن المشروع من شأنه أن يسهم بشكل كبير في تعجيل وتيرة النمو الاقتصادي الكلي وإحداث نقلة صناعية نوعية في اليمن خلال الأعوام القادمة. وترجح التقديرات الاقتصادية بصورة متحفظة أن يوفر المشروع للحكومة اليمنية على مدى العشرين عاماً القادمة إيرادات قد تصل إلى 30 إلى 50 مليار دولار أمريكي مما يمنح البلاد حافزاً اقتصادياً هاماً يسهم في تعجيل وتيرة النمو والتقدم الاقتصادي.
بالإضافة إلى الفوائد التي ستجنيها البلاد على المستوى الاقتصادي الكلي، سيوفّر المشروع فرصاً جمّة للمواطنين اليمنيين لتطوير مهاراتهم التخصصية في بعض المجالات الهندسية والتجارية. ولا شك أيضاً في أن المشروع سيساعد على تعزيز فرص الاستثمار للشركات المحلية من خلال الخوض في منافساتٍ تجارية على مستويات دولية. يوفّر المشروع حالياً آلاف من فرص العمل خلال مرحلة الإنشاء، وسيوفّر حوالي 700 وظيفة دائمة من ذوي الكفاءات العالية إضافةً إلى حوالي 700 وظيفة خدمية عبر شركات تعاقدية طوال فترة عمل المشروع.
يتضمّن المشروع إقامة عدة منشآت جديدة وتعديل أخرى لإنتاج ومعالجة وتسييل الغاز، ويشمل ذلك إنشاء خط أنابيب بطول 25كم وقطر 20إنش يربط بين الوحدات القائمة لإنتاج ومعالجة الغاز في حقول الغاز في القطاع 18بمحافظة مأرب، وإنشاء خط أنابيب رئيسي بطول 320كم وقطر 38إنش يربط وحدات إنتاج ومعالجة الغاز في مأرب بمحطة تسييل الغاز الجاري إنشاءها في منطقة بلحاف بشبوة، وكذا خط أنابيب فرعي لنقل الغاز المخصصّ للاستهلاك المحلي إلى مدينة معبر في وسط اليمن.

### إنجاز المشروع
يتوقع أن موعد الجاهزية للتشغيل لوحدة المعالجة الأولى في نهاية الربع الأول من العام 2009م بينما سيكون موعد جاهزية وحدة المعالجة الثانية في الربع الثالث من العام 2009. ومع نهاية شهر يناير من العام 2009م، وصلت النسبة المتوسطة للإنجاز في مشروع الشركة اليمنية للغاز الطبيعي المسال إلى حوالي 90% .
وفي خلال الربع الأخير من العام 2008م أستكملت الشركة اليمنية للغاز الطبيعي المسال سيتم استكمال عملية إنشاء خط الأنبوب الرئيسي الذي يمتد بطول 320كم بدءً من حقول الغاز في القطاع 18 في مأرب وانتهاء بمحطة التسييل في بلحاف، محافظة شبوة.
وفي يوم الأربعاء 19 نوفمبر 2008، احتفلت الشركة اليمنية للغاز الطبيعي المسال باستكمال إنجاز كبير تمثل في وصول الغاز الطبيعي إلى محطة بلحاف حيث بدأ تدفق الغاز إلى المحطة لتشغيل الطاقة الكهربائية ذاتياً في البداية ومن ثمّ لإغراض تهيئة المعدات وبدء التشغيل.

### توقف التصدير
في 14 إبريل 2015، قررت الشركة اليمنية للغاز الطبيعي المسال إيقاف جميع عمليات إنتاج وتصدير الغاز الطبيعي المسال، والبدء في إجلاء الموظفين، نظراً لتزايد التدهور الأمني حول منطقة «بلحاف»، بعد انقلاب جماعة الحوثي وصالح على الشرعية في صنعاء، وبدء تمدد ميلشياتهم في البلاد.
وفي سبتمبر 2015 سيطرت المقاومة الشعبية من أبناء محافظة شبوة على ميناء بلحاف، لحمايته من هجوم الحوثيون.

## منبع الغاز
منحت الحكومة اليمنية الشركة اليمنية للغاز الطبيعي المسال حقوق الامتياز الاستثمارية المطلقة لاحتياطي الغاز الطبيعي المتواجد في حقول القطاع 18 بمأرب. وفقاً للدراسات العلمية المؤكدة، فإن كمية احتياطي الغاز الطبيعي المؤكدة والمخصصة حالياً للمشروع تبلغ 9.15 تريليون قدم مكعب، يضاف عليها احتياطي محتمل آخر يقدّر بنحو 0.7 تريليون قدم مكعب. وقد تم تخصيص حوالي (1) تريليون قدم مكعب من ذلك الغاز الطبيعي المكتشف لتلبية احتياجات السوق المحلية. وقد تم تأكيد الكميات المكتشفة من الغاز في العام 2005م من قبل شركة تدعى دي قولير وماك نوتن (DeGolyer & MacNaughton)، والتي تعتبر شركة استشارية عالمية مستقلّة ومتخصصة في هذا المجال.
ونظراً للإنتاج المتواصل وغير المتقطع من حقول القطاع 18 لسنوات طويلة منذ عام 1986م، فإن تلك الحقول توفّر مصدراً حيوياً لاحتياطيٍ معتمد يؤمّن إنتاج وتصدير ما مقدراه 6.7 مليون طن متري من الغاز الطبيعي المسال سنوياً ولمدة تزيد عن (20) عاماً.

## خطوط الأنابيب
يشمل مشروع الشركة اليمنية للغاز الطبيعي المسال إنشاء وتشغيل خط أنبوب يربط بين وحدتي إنتاج ومعالجة الغاز في مأرب، وخط أنبوب آخر فرعي لإيصال إمدادات الغاز الطبيعي إلى مدينة معبر لتلبية احتياجات السوق المحلِّي، وخط أنابيب رئيسي يقدَّر طوله بنحو (320) كم وبقُطر يبلغ (38) هنشاً يربط وحدة معالجة الغاز في حقل أسعد الكامل في القطاع 18 بمأرب بمحطة تسييل الغاز الجاري إنشاءها في ميناء بلْحاف الساحلي على ساحل خليج عدن. وقد تم تصميم خط الأنبوب الرئيسي بطاقة استيعابية تسمح بتغذية خطين إنتاجيين في المحطة، وبحسب التصاميم الأولية من الممكن أيضاً رفع الطاقة الاستيعابية لإضافة خط إنتاج ثالث مستقبلاً إذا ما دعت الحاجة لذلك.

## الشركات المشغلة
مجموعة يمغاز بعقد إنشاء محطة تسييل الغاز في بلحاف، وتتألف المجموعة من شركة تكنيب (Technip) الفرنسية، ومؤسسة جيه جي سي (JGC) اليابانية، وكذا شركة كيه بي آر (KBR) الأمريكية. كما فازت مجموعة «أميك سبي» (Amec Spie) بالاشتراك مع شركة «هوك» (Hawk) اليمنية بعقد إنشاء خط الأنابيب.